# Гољамо Соколово
Село Гољамо Соколово се налази у општини Трговиште у Бугарској. Према подацима од 21. јула 2005. има 515 становника.